# Juan Ramón de la Fuente
Pour les articles homonymes, voir De la Fuente.
 (30 juillet 2025).
De la Fuente  Ramírez est un nom espagnol. Le premier nom de famille, en général paternel, est De la Fuente ; le second, en général maternel, souvent omis, est Ramírez.
Juan Ramón de la Fuente Ramírez, né le 5 septembre 1951, est un psychiatre, professeur, fonctionnaire, écrivain, diplomate et chercheur mexicain. Il est secrétaire aux Affaires étrangères depuis le 1er octobre 2024 sous le gouvernement de la présidente Claudia Sheinbaum.
Sous le gouvernement d'Andrés Manuel López Obrador, il a été Ambassadeur du Mexique auprès des Nations unies,.
Auparavant, il a été Secrétaire à la Santé sous le gouvernement d'Ernesto Zedillo jusqu'à sa démission pour devenir recteur de l'Université nationale autonome du Mexique (UNAM) de 1999 à 2007.
Diplômé de la faculté de médecine de l'UNAM et du Mayo Clinic College of Medicine and Science de Rochester, dans le Minnesota, il est professeur à l'UNAM depuis 1980, où il a occupé les fonctions de coordinateur de la recherche scientifique, de directeur de la faculté de médecine et de recteur pendant deux mandats. Il a été Secrétaire à la Santé du Mexique et président des Académies nationales de médecine et des Académies mexicaines des sciences. Il a présidé le conseil d'administration du Programme des Nations Unies contre le sida, l'Association internationale des universités de l'UNESCO et le Conseil de l'Université des Nations unies à Tokyo. Il est l'auteur ou le coauteur de vingt-quatre ouvrages. Ses publications dans des revues internationales ont été citées plus de six mille fois dans la littérature scientifique mondiale. Pour ses contributions à la santé et à l'éducation, il a reçu le Prix national des sciences et des arts décerné par le gouvernement mexicain.

## Origines familiales
Son père, Ramón de la Fuente, était également un neuropsychiatre reconnu au Mexique, ainsi que membre du Colegio Nacional depuis 1972 et du Conseil consultatif des sciences de la Présidence de la république. Sa mère était Beatriz Ramírez de la Fuente, chercheuse et historie, membre numéro de l'Académie mexicaine d'histoire et de l'Académie des arts du Mexique, ainsi que directrice de l'Institut de recherche esthétique de l'Université nationale autonome du Mexique (UNAM).